# Henry Purcell
Henry Purcell, angleški baročni skladatelj, organist * 1659, Westminster, London, † 1695, London
Je eden največjih angleških skladateljev, začetnik novega angleškega stila glasbe.

## Življenjepis
Henry Purcell se je rodil leta 1659 v Londonu v četrti Westminster. Njegov oče je bil glasbenik. O njegovem otroštvu ni veliko znanega. Po smrti svojega očeta leta 1664, je zanj skrbel stric, ki mu je izkazoval veliko naklonjenost in prijaznost. Z desetimi leti naj bi postal član dvorne kapele. S petnajstimi je postal pomočnik popravljavca kraljevih glasbil. Leta 1677 je bil imenovan za skladatelja in dirigenta dvornega orkestra, dve leti kasneje je postal organist v westminstrski opatiji, leta 1682 pa organist v kapeli kralja Jakoba II., potomca Marie Stuart. Tako je postal že zelo mlad pomemben v glasbenih krogih v Londonu. V svojem kratkem življenju je napisal veliko del: kantat, himnusov, scenskih skladb in nabožnih pesmi.
Verjetno je umrl za tuberkulozo in je pokopan v westminstrski opatiji. Njegov epitaf se glasi: "Tukaj leži Henry Purcell Esq, ki je zapustil to življenje in je odšel v edini blaženi kraj, kjer je lahko  presežena njegova harmonija". Purcell je bil, z ženo Frances, oče šestih otrok, od katerih so štirje umrli v povojih. Njegova žena, kot tudi njegov sin Edward (1689-1740) in hčerka Frances so ga preživeli.
Po smrti je utonil v pozabo, Angleži so imeli raje italijansko glasbo. Danes ga častijo kot svoje največje umetnike.

## Delo
Henry Purcell, ki je od otroštva skrbel za glasbila je bil velik poznavalec evropske glasbe. Kot skladatelj je pisal tako cerkveno kot posvetno glasbo, tako instrumentalno kot arije in kantate, scensko glasbo na besedila komedij in tragedij.
Ob kronanju Jakoba II. leta 1684 je napisal himno My Heart is Inditing, leta 1687 pa znamenito "Odo za rojstni dan" Sound the Trumpets ter še več priložnostnih od s skupnim naslovom Welcome Songs. Napisal je več kot 40 skladb za gledališče in so nekakšni uglasbeni dialogi. Na besedilo Williama Shakespearea je napisal Vilinsko kraljico (1692) in Vihar (1695). Za praznik sv. Cecilije, zavetnice glasbe, je leta 1692 napisal odo, ki jo igrajo godala, tri flavte, oboa, trobente in pavke ter pet pevcev. Posvečeno tej svetnici je napisal še več drugih skladb. 
Med letoma 1680 in 1688 Purcell je napisal glasbo za sedem iger. Edina uglasbena opera, ki jo je leta 1689 napisal Purcell, je Didona in Enej (Dido and Eneas). Gre za nekakšno simfonijo v dveh stavkih, najlepša pa je arija Didonina tožba. V času nastanka opera ni bila opažena, poznana je postala šele ob koncu 19. stoletja.
Skladbe, napisane za gledališče so med drugimi: Dioklecijan (1690), Kralj Artur (1691), Indijanska kraljica (1695), tudi dve komediji The Old Bachelor in The Double Dealer.